# 6318 Cronkite
6318 Cronkite (1990 WA) là một tiểu hành tinh bay qua Sao Hỏa được phát hiện ngày 18 tháng 11 năm 1990 bởi E. F. Helin ở Palomar. Nó được đặt theo tên American journalist, Walter Cronkite.